# Sinibrama melrosei
Sinibrama melrosei е вид лъчеперка от семейство Шаранови (Cyprinidae).

## Разпространение
Видът е разпространен във Виетнам, Китай (Гуандун, Гуанси, Хайнан и Юннан), Лаос и Хонконг.

## Описание
На дължина достигат до 16 cm.